# Frankenia capitata
Frankenia capitata är en frankeniaväxtart som beskrevs av Philip Barker Webb och Sabin Berthelot. Frankenia capitata ingår i släktet frankenior, och familjen frankeniaväxter. Inga underarter finns listade i Catalogue of Life.